# Lo Actual
Lo Actual es un magazine matutino y en vivo de farándula y entretenimiento, que se transmite desde 2014 a las 9:00am por el canal de televisión, Televen. Es conducido actualmente por Esthefany Kolman, María Gabriela Rico, Maite García y Mandi Meza. El programa inicialmente nació como una sección de El Noticiero desde 1998, estando presente hasta la actualidad en la emisión matutina, meridiana y estelar.

## Formato
Lo Actual, una revista matinal de eventos de actualidad, música, arte, cultura, en una combinación de noticias y entretenimiento.
El programa se moderniza en este espacio interactivo, en el que especialistas en teatro, cine, moda y música serán los invitados para recibir las recomendaciones de la movida farandulera en el país. Además, de un segmento dedicado a conocer los proyectos actuales y futuros de diversas personalidades, imágenes exclusivas del “Making Of” de todos los productos de Televen, reportajes especiales y lo más importante el contacto directo y permanente con nuestro seguidores a través de las redes sociales.
Fue estrenado como programa de televisión de 1 hora, el 19 de mayo de 2014. Inicialmente empezó con una duración de 30 minutos, pero al próximo año se extendiera a 1 hora de duración. Actualmente es considerado como uno de los programas más visto en el horario de la mañanas. 
En marzo de 2020 el programa junto con Vitrina y La Bomba se compartieron desde las 10:00 a. m. hasta las 12:00 m. d. hasta noviembre del mismo año. Hasta que en 2021 regresa compartir el horario con otros programas matutinos hasta en julio de 2021. 
En mayo del 2022 se apartaron de sus estudios junto con La Bomba y usaron los pasillos del canal como estudio provisional hasta junio del 2023 
El 5 de junio de 2023 se renovó su paquete gráfico y su nuevo estudio con nuevas secciones.

## Animadoras

### Actuales
- Esthefany Kolman
- Maite García
- María Gabriela Rico
- Mandi Meza

### Anteriores
- Cinzia Francischiello
- Andreína Castro
- Sara Coello
- Silvana Continanza
- Anmarie Camacho
- Ivanna Vale
- Paola Cipriani
- Bárbara Garrido
- Adriana Marval
- Débora Menicucci
- Melany Mille
- Charyl Chacón
- Annarella Bono

## Secciones

### Actuales
- Entre el Sillón y la butaca
- Activan las notificaciones
- Antopologia de la Moda
- Por si no lo viste
- Dale Play
- Esto es Plan

### Anteriores
- Hablan las Redes (2014 - 2023)
- Videos Virales (2014 - 2023)
- Sabias Que (2014 - 2022)

## Premios y nominaciones
| Año  | Premio                              | Categoría                                   | Candidato | Resultado |
| ---- | ----------------------------------- | ------------------------------------------- | --------- | --------- |
| 2017 | Premios Indiscretos                 | Programa de Entretenimiento del Año         | Lo Actual | Ganadores |
| 2017 | Galardón Mar de Plata Internacional | Programa Participativo de Farándula del Año | Lo Actual | Ganadores |
| 2017 | Top Venezuela Awards                | Programa Farandulero del Año                | Lo Actual | Pendiente |